# Mostro (singolo Gianmaria)
Mostro è un singolo del cantante italiano Gianmaria, pubblicato l'8 febbraio 2023 come secondo estratto dal primo album in studio omonimo.
Il brano è stato presentato durante la prima serata del Festival di Sanremo 2023.

## Video musicale
Il video, diretto da Attilio Cusani, è stato reso disponibile in concomitanza del lancio del singolo attraverso il canale YouTube del cantante.

## Tracce
Testi e musiche di Gianmarco Manilardi, Antonio Filippelli, Vincenzo Centrella, Vito Petrozzino e Gianmaria Volpato.
1. Mostro – 2:55

## Classifiche
| Classifica (2023) | Posizione massima |
| ----------------- | ----------------- |
| Italia            | 16                |